# Kloven (steen)

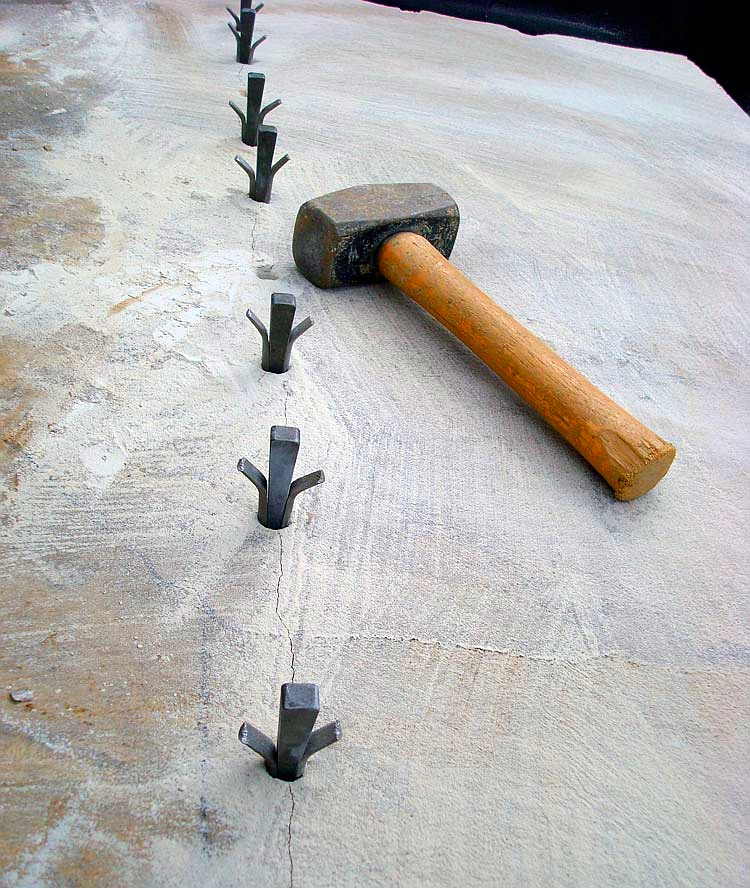
Wiggen en veren in boorgaten geplaatst om steen te splijten en onder spanning gezet. De eerste dunne breuklijn is al zichtbaar

Het principe van de kloofwig en veren in een boorgat

Het kloven van natuursteen, ook wel kielen, keilen of breken genoemd, is het breken van een blok steen met behulp van wiggen of beitels.
Er zijn twee methoden: met en zonder boorgaten.

## Met boorgaten
In een blok steen worden op korte, regelmatige afstand gaten geboord. Voor de komst van het elektrisch en pneumatisch gereedschap was dit handwerk, waarbij de beitelvormige boor na iedere slag een stuk gedraaid moest worden. Sinds het begin van de twintigste eeuw worden boorhamers of pneumatische boren gebruikt. De diepte van het boorgat hangt af van de gelaagdheid van de steen: bij een niet al te groot blok graniet, dat in elke gewenste richting voorspelbaar en beheersbaar breekt omdat het geen gelaagdheid kent, volstaan vaak ondiepe gaten van 15 cm. Steen met een duidelijke afzettingsrichting moet vaak helemaal of bijna helemaal doorboord worden, tenzij er met de richting mee wordt geboord.
In deze boorgaten worden de kloofbeitels geplaatst. Deze bestaan uit drie delen: twee wigvormige delen, die naar beneden steeds dikker worden, en een wigvormige tussenbeitel. In elk gat wordt een set van deze beitels geplaatst, die vervolgens alle op spanning worden geslagen met een vuist (moker). Door steeds heen en weer alle beitels aan te slaan ontstaat er zoveel druk, dat de steen langs de richting van de boorgaten splijt.

## Zonder boorgaten
Ook zonder deze boorgaten kan een vakman steen laten splijten, door een serie wigvormige beitels geleidelijk steeds dieper in de steen te slaan.
Een moderne variant hierop is eerst met een haakse slijper met diamantzaagblad een ondiepe zaagsnede rondom in het blok te zagen, en hierin stalen wiggen te slaan.

## Groeve
In een steengroeve gebruikt men het kloven als een van de methoden om een groot blok steen uit de groevewand los te breken. Andere methoden zijn onder andere de steenkettingzaag en de draadzaag. In plaats van met kloofbeitels worden de gaten vaak gevuld met een stof die na verloop van tijd uitzet en daardoor de steen splijt. De in een groeve gebruikte kloofbeitels kunnen tot ruim een meter lang zijn.

## Andere toepassingen
Tegenwoordig wordt buiten de groeve het kloven van steen alleen nog gebruikt als er geen grote steenzaagmachine voorhanden is. Steenhouwerijen beschikken over heftrucks, portaalkranen en hijsapparatuur om de blokken steen naar en van de zaagmachine te vervoeren, zodat het onrendabel is om gaten te boren; ook is het materiaalverlies veel kleiner bij zagen.
Het kloven of klieven van edelstenen, bijvoorbeeld diamanten, is een uiterst specialistische bewerking die aan het slijpen en polijsten voorafgaat.
Steenbeeldhouwers die op het erf een blok steen hebben liggen passen het kloven nog toe om een stuk steen te splitsen. Ook wordt het kloven wel toegepast als kunstuiting op zich. Een voorbeeld hiervan is de kunst van Ulrich Rückriem.

## Fotogalerij

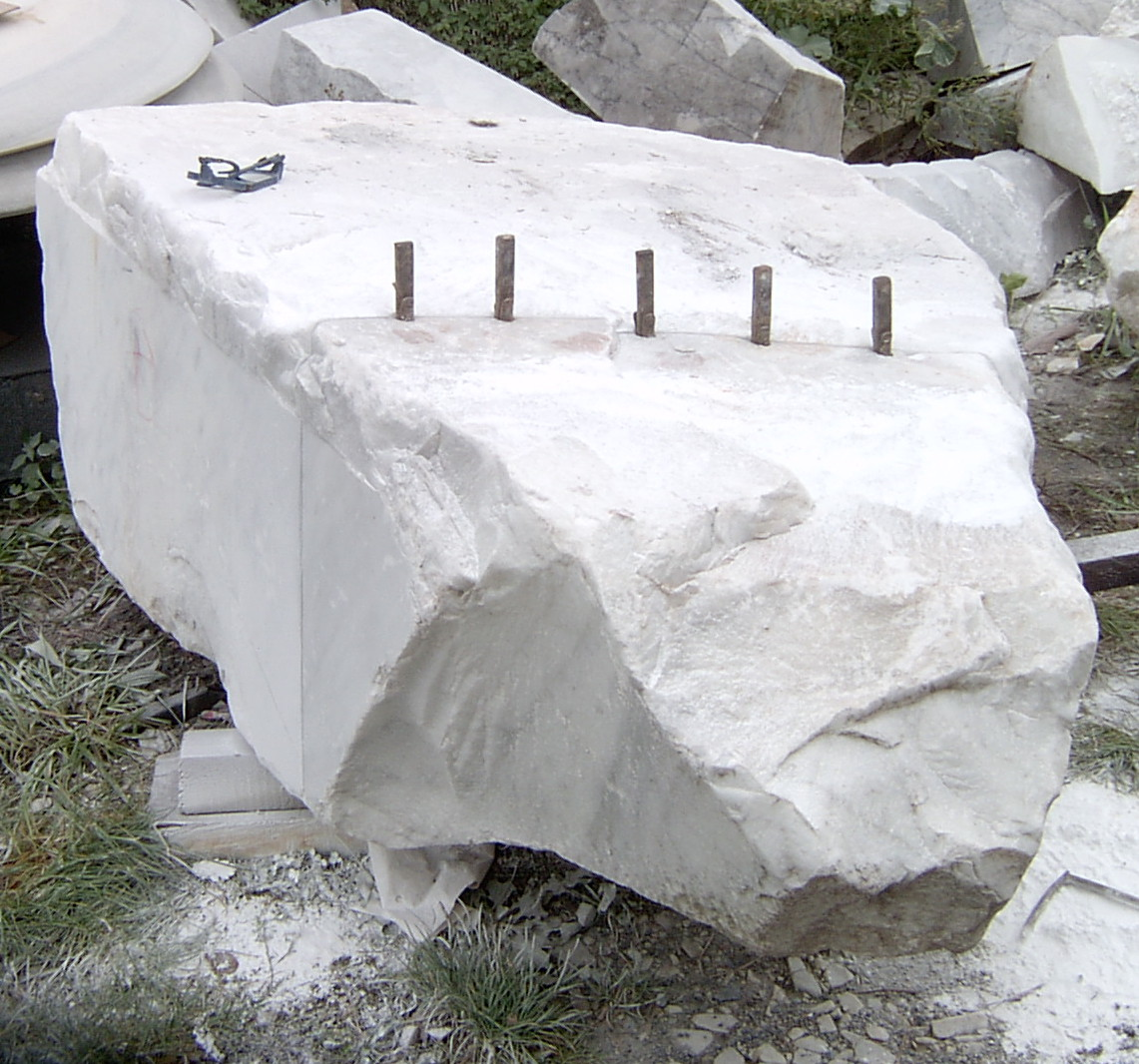
Kloven van een blok marmer met kloofbeitels, met rondom een zaagsnede
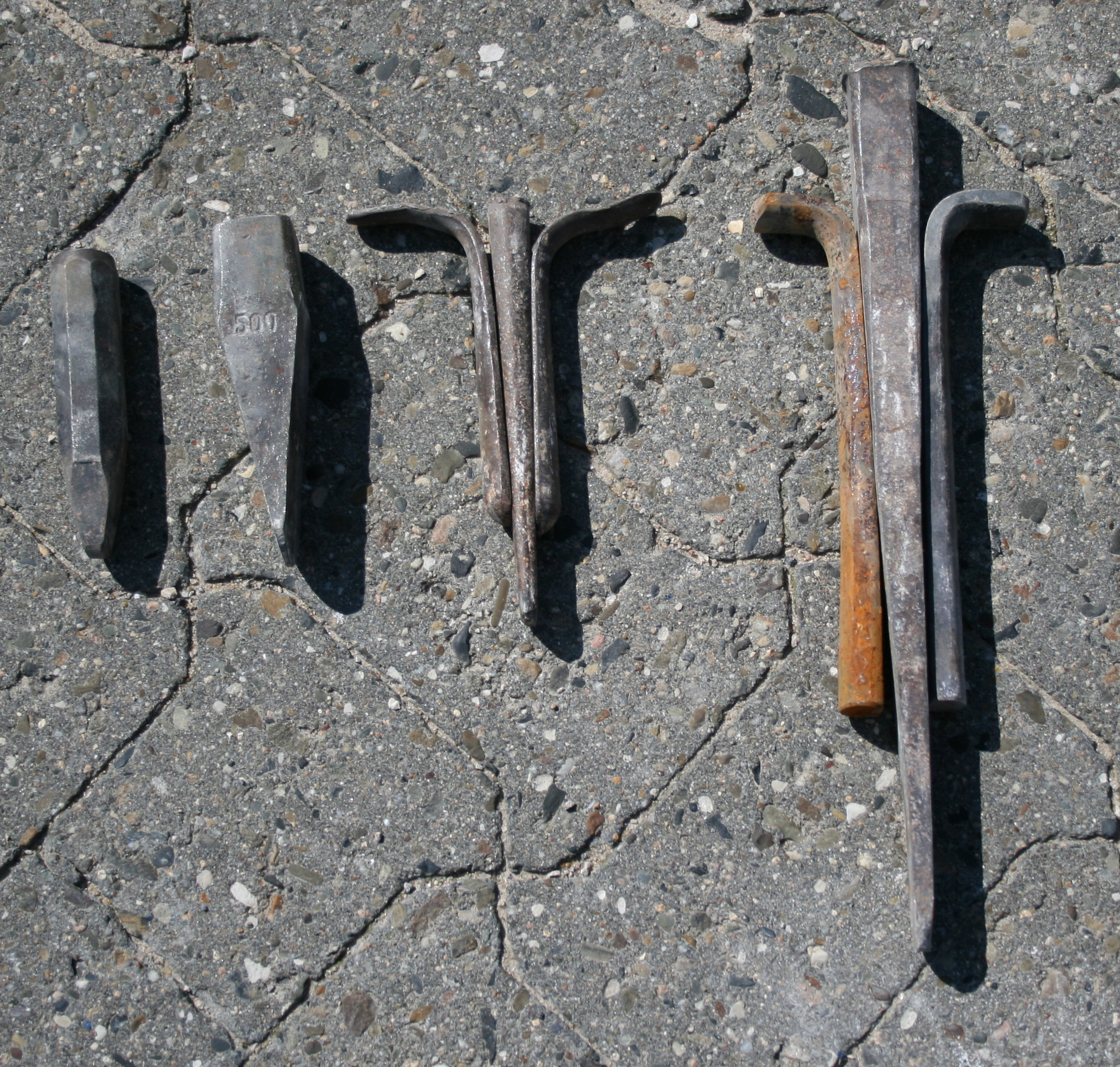
Kloofwiggen en kloofbeitels
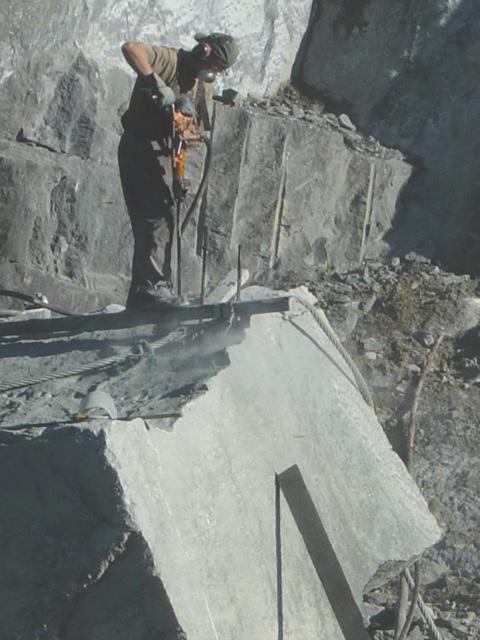
Het kloven van gabbro in een steengroeve
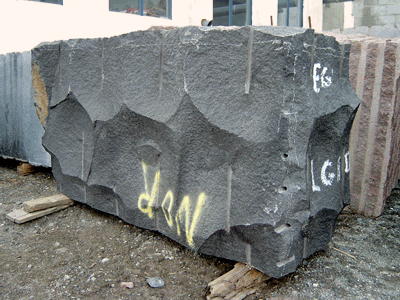
Een gekloofd stuk zwart graniet
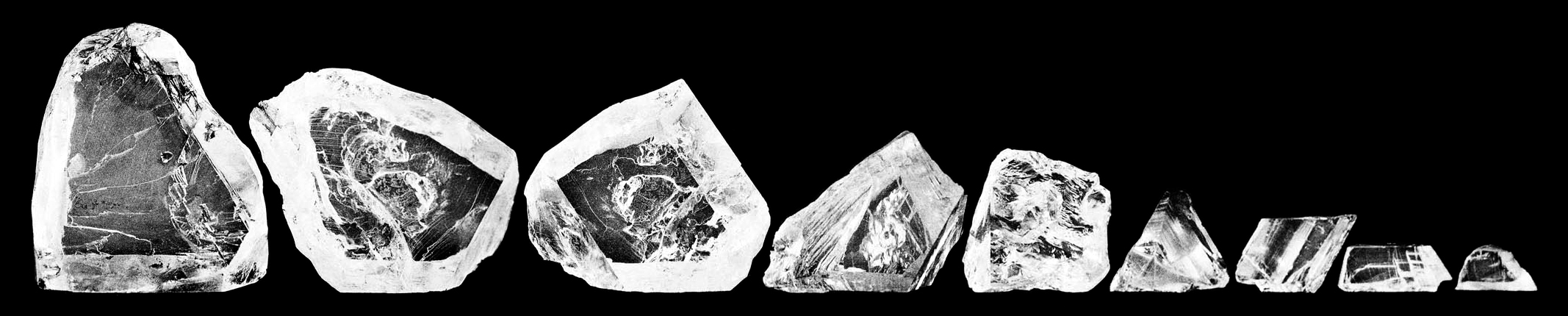
De 9 grootste delen van de Cullinan-diamant na het kloven